# Regimiento Escolta Presidencial n.º 1 «Granaderos»
El Regimiento Escolta Presidencial n.º 1 «Granaderos» es un regimiento de larga tradición en la historia de Chile y que constituye la unidad de presentación del Ejército de Chile y tiene la misión de escoltar al Presidente de la República en las ceremonias públicas más importantes, tales como la Cuenta Pública Presidencial, el Te Deum Ecuménico de Fiestas Patrias, la Parada Militar y el cambio de mando presidencial. Además, es el custodio del Pabellón Nacional de Chile, como segunda tarea asignada, junto con escoltar al Presidente de la República, en algunas ceremonias. También escolta a los expresidentes de la República fallecidos, durante los funerales de Estado.

## Historia

### Creación y Bautismo de Fuego
El regimiento fue creado por decreto supremo del 6 de julio de 1827, con la firma del presidente de la república Francisco Antonio Pinto, se creó en forma definitiva el regimiento “Granaderos”, siendo nombrado un día después comandante de regimiento, el coronel don Manuel Bulnes Prieto.
El decreto supremo por el cual se creó el regimiento “Granaderos” y se distribuyeron las fuerzas de caballería en el país, en sus partes principales considera:
- (118) siendo excesivas las fuerzas de caballería que en el día existen en el ejército, no guardando proporción con las demás armas de aquel se compone y deseando por otra parte economizar las ex acciones del erario, ha venido a acordar y decreto:
- 4º en conformidad al Art. 1º los escuadrones 1º y 2º de cazadores a caballo, formarán el regimiento de este mismo nombre, el 3º y el 4º al “granaderos” y el 1º y 2º de dragones llevarán esta misma designación.
- 5º resultado por la nueva planta sobrante el 3º y 4º escuadrones de dragones, el general en jefe del ejército dispondrá que las clases y fuerzas con que éstos se hallen después de completar éste cuerpo, se embeban en los regimientos de “cazadores” y “granaderos hasta el lleno de las fuerzas que les está designada.

Posteriormente, con fecha 13 de agosto de 1827, el supremo gobierno dispuso que el “granaderos” usara como uniforme “cuello y vivo encarnado con granadas de ordenanza y las estrellas designadas a los cazadores”
Organizado el regimiento se dio por entero a la tarea de instruir reclutas, los que transformaba en expertos y aguerridos soldados.
Tres años después de su fundación, el 17 de abril de 1830. En la batalla de Lircay, “Granaderos” recibía su bautismo de fuego, combatiendo en la vanguardia del ejército conservador del general Joaquín Prieto, venciendo a sus contrapartes del ejército pipiolo.

### Guerra contra la Confederación Perú - Boliviana y Ocupación de la Araucanía

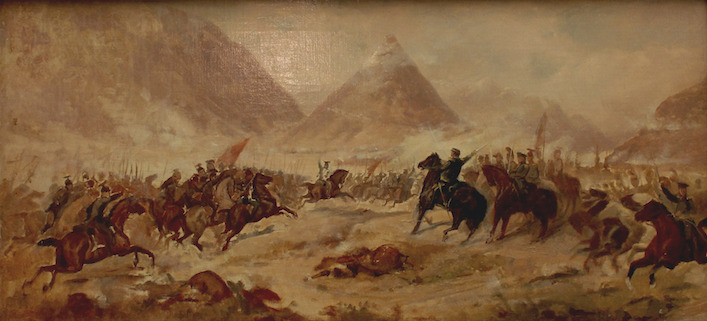
Carga de los granaderos en la Batalla de Yungay.

En la guerra contra la confederación Perú Boliviana, le tocó actuar en los siguientes hechos de armas: Portada de Guías, el 21 de agosto de 1838; en la batalla de Matucana, el 18 de septiembre del mismo año: en la defensa de Placilla, el 18 de diciembre de 1838; en el paso de puente de Buin, el 6 de enero de 1839 y en Yungay el 20 de enero del mismo año, actuando en ésta batalla en forma sobresaliente. A su regreso a Santiago el año 1840 cubierto de gloria, recibe como premio el honor de cubrir la guardia presidencial.

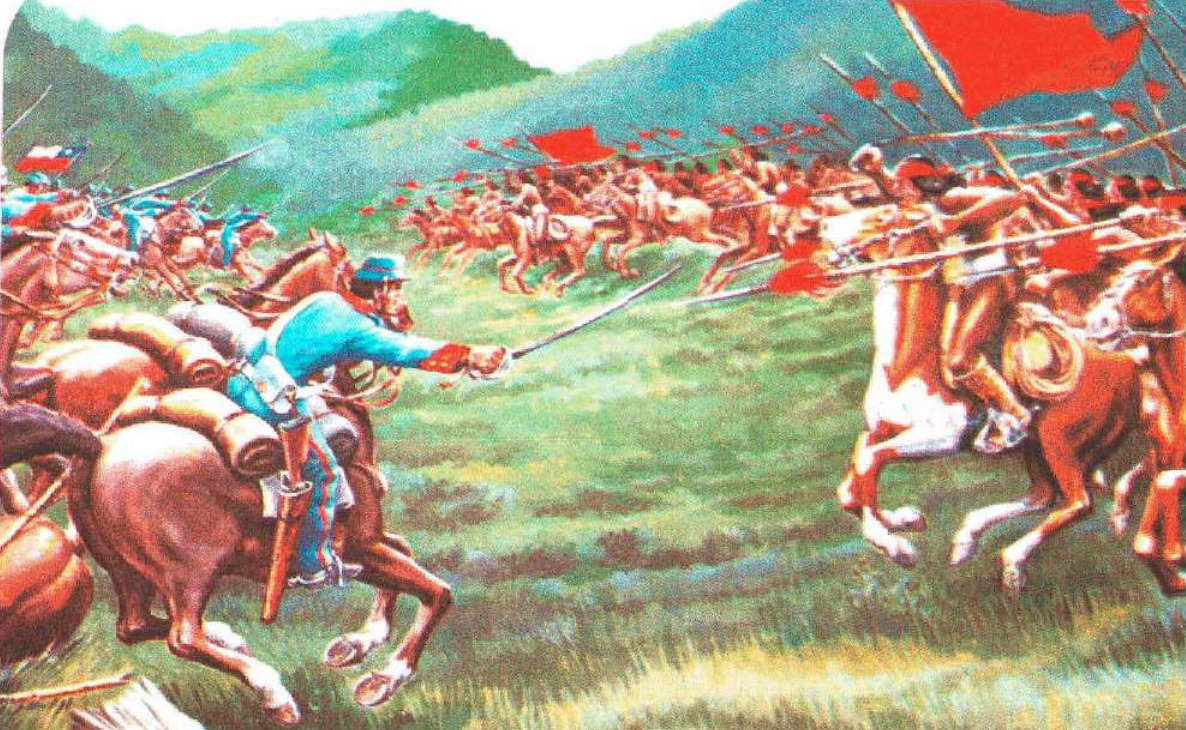
Granaderos a caballo en el Combate de Quechereguas, 1868.

En el año 1862, después de 20 años de desempeño en su cargo de escolta, se envió al “Granaderos” a la región fronteriza austral, a Angol, con el fin de apaciguar a los araucanos en la Pacificación de la Araucanía. En esta zona le cupo una destacada labor, combatiendo en el combate de Quechereguas en Traiguén al mando de Pedro Lagos. Después de seis años de conflicto chile logra anexar el territorio sur al país.
Una vez "apaciguada" la Araucanía, “Granaderos” permaneció en la guarnición de Angol hasta el año 1878. Estaba comandado en ese año por el comandante don Tomás Yávar y se componía de dos escuadrones.

### Guerra del Pacífico
Durante la Guerra del Pacífico luchó, bajo el nombre "Regimiento Granaderos a caballo", desde 1879 al año 1883, imponiéndose al adversario en todos los combates en que intervinieron y muchas veces rubricó el éxito de las fuerzas chilenas, transformando en Victoria una derrota inminente, como sucedió en Tacna.
correspondiéndole actuar el 2 de noviembre de 1879 en el Desembarco y combate de Pisagua, El 27 de noviembre, después de la batalla de Tarapacá, el escuadrón Villagrán de “Granaderos” permitió que la retirada de los chilenos se efectuara en orden, y En dolores, el 29 de noviembre de 1879, “Granaderos” protegió conjuntamente con cazadores, el flanco oeste del dispositivo chileno.
En la batalla de Tacna la primera división (Amengual) en su avance se adelantó tanto hacia el enemigo, que llegó el momento en que se agotaron las municiones viéndose en la obligación de retroceder. En esta situación habría sido completamente aniquilado si no es por la valerosa y oportuna intervención de los “Granaderos”, que al mando de su comandante Tomás Yávar, cargaron sobre el enemigo, que habría pasado al contraataque. Esta carga, contra las fuerzas superiores, dio tiempo a la división Amengual para rea municionarse e iniciar nuevamente el ataque.
En la batalla de Chorrillos, el 13 de enero de 1881, en la inmortal carga de Chorrillos, muere el comandante Yávar cuando su regimiento coronaba con éxito la jornada y se disponía a entrar más tarde con el ejército vencedor a la capital peruana. . Un cronista de la época relata la muerte del comandante Yávar: “el comandante de los “Granaderos” que iba al frente de su regimiento, a la altura del 3.er. Escuadrón, saludó con su sable al general Baquedano, quien parecía presentir que era el postrer saludo, por cuanto con impresionado semblante le indicó la dirección de ataque. Al llegar la carga, como tromba heroica a las trincheras enemigas, recibió un balazo en la mano izquierda con la que manejaba las riendas de su caballo. La traidora bala atravesó la mano del comandante, perforó las entrañas y salió por un pulmón ocasionándole una mortal herida”.

Una vez terminada la guerra del Pacífico y después de tres años de ocupación, regresa a chile, comandado por el coronel, don Manuel Bulnes Pinto, hijo del glorioso General Manuel Bulnes Prieto, fundador y primer comandante de esta unidad.

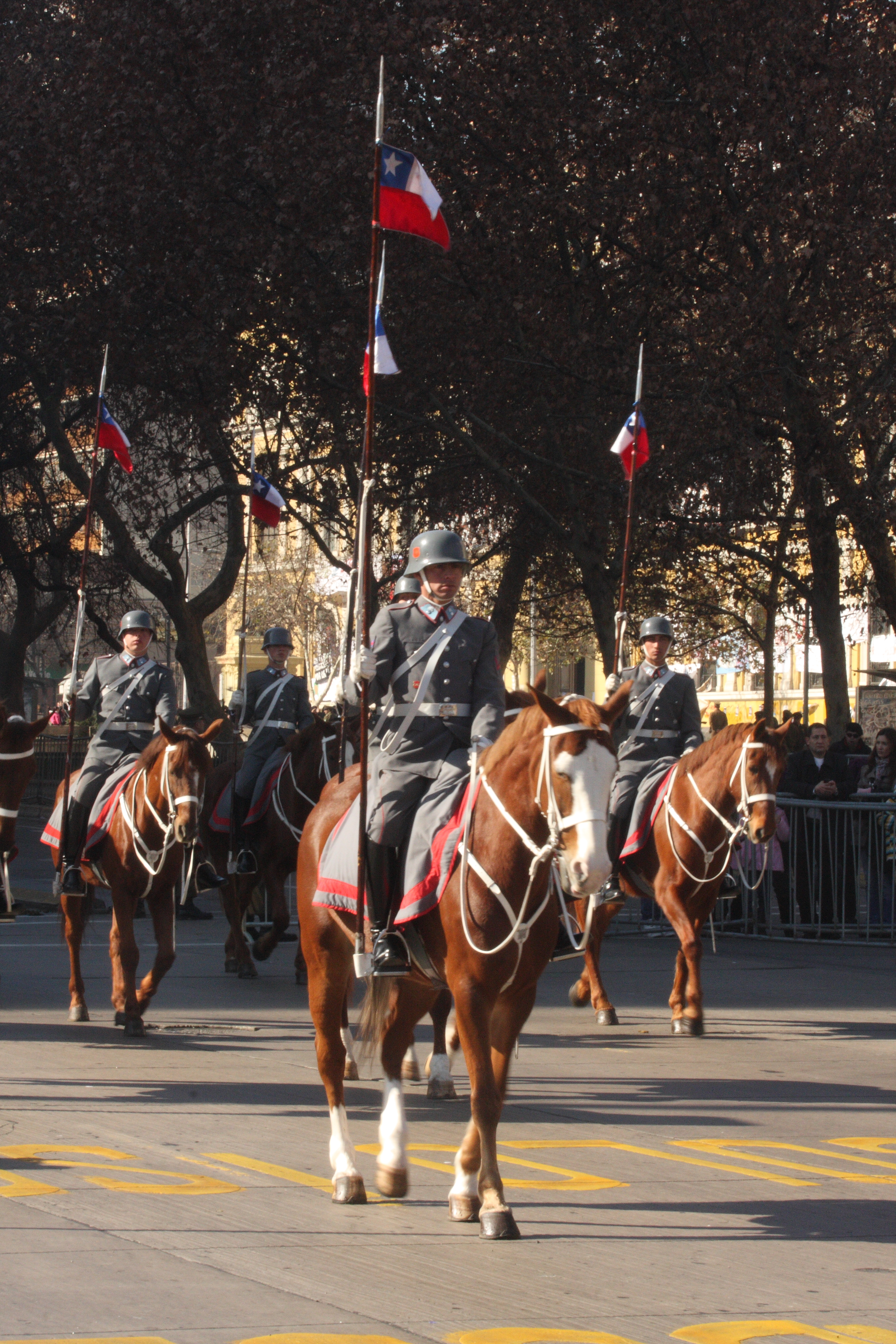
Regimiento Granaderos con su uniforme gris antiguo y Casco M35 en uso hasta el año 2011.

### Regreso a Chile
Tras el fin de la guerra, regresó a Santiago, ocupó su cuartel frente al Palacio de La Moneda y se le destinó al servicio de guardia de palacio. En 1982, el regimiento fue enviado a prestar sus servicios en la localidad de Putre. Luego en 1999 se ordenó su traslado a la Guarnición Militar de San Bernardo, recibiendo por tercera vez en su historia, la misión de escoltar al Presidente de la República y constituir la unidad de presentación del Ejército. A mediados del año 2009 deja su cuartel de San Bernardo y es trasladado a lo que era el antiguo cuartel de la escuela madre de la caballería en la localidad de San Isidro, en la comuna de Quillota. 
Hasta hoy, mantiene su misión protocolar y es el Regimiento número uno de la Caballería Chilena en las Paradas Militares en Parque O'Higgins cada año, y otras actividades. El 11 de diciembre de 2011, durante el Izamiento del Pabellón Nacional en Plaza de la Ciudadanía, el Regimiento recuperó el antiguo uniforme prusiano, estrenado en 1905.
A comienzos de 2016 cambia su denominación de Regimiento de Caballería Blindada a Regimiento Escolta Presidencial y junto a la Escuela de Equitación del Ejército comparte cuartel en el Campo Militar «San Isidro» del General de Ejército Ricardo Izurieta Caffarena. en la comuna de Quillota.